# Acontia gradata
Acontia gradata är en fjärilsart som beskrevs av Walker 1857. Acontia gradata ingår i släktet Acontia och familjen nattflyn. Inga underarter finns listade i Catalogue of Life.